# Coventry Cathedral
Coventry Cathedral (officielt Cathedral Church of St. Michael), også kendt som Mikaelskatedralen, er en katedral og sædet for biskoppen af Coventry og Coventry stift i Coventry, West Midlands i England. Den nuværende (niende) biskop er Right Revd Christopher Cocksworth.
Byen har haft tre katedraler. Den første var Mariækirken, en klosteragtig bygning, hvoraf kun få ruiner er bevaret. Den anden var Mikaelskatedralen, en gotisk kirkebygning fra det 14. århundrede, der senere fik betegnelsen katedral, og som i dag kun eksisterer som ruin efter dets bombning under 2. verdenskrig. Den tredje er den nye og nuværende Mikaelskatedral, der blev opført som en fejring af det 20. århundredes arkitektur og konsekreret den 25. maj 1962.